# Baik Jong-Sub
Baik Jong-Sub (nascido em 5 de julho de 1980) é um boxeador amador da Coreia do Sul.